# Kurt Borries (Historiker)
Kurt Borries (* 23. März 1895 in Friedenau, Landkreis Teltow (heute Berlin); † 23. Januar 1968 in Esslingen am Neckar) war ein deutscher Historiker und Hochschullehrer.

## Leben
Kurt Borries war der Sohn eines Berliner Reichsbahninspektors. Er besuchte zunächst die Oberrealschule Berlin-Zehlendorf, dann die Werner Siemens-Oberrealschule Berlin-Charlottenburg. Nach dem Abitur nahm er von 1914 bis 1918 am Ersten Weltkrieg teil, zuletzt als Oberleutnant beim Potsdamer Garde-Jägerbataillon. Anschließend studierte er Geschichte, Germanistik, Staatswissenschaften und Philosophie an den Universitäten Berlin und Tübingen, wo er 1924 zum Dr. phil. promoviert wurde. Betreuer der Arbeit war Adalbert Wahl. Nachträglich erwarb er 1921 das humanistische Reifezeugnis. 1927 legte er in Berlin das Staatsexamen für das höhere Lehramt ab. 1929 habilitierte er sich für mittlere und neuere Geschichte mit einer Schrift zu „Kant als Politiker“ an der Universität Tübingen, wo er anschließend als Privatdozent lehrte.
Von 1920 bis 1921 hatte Borries bereits der Deutschen Volkspartei und von 1926 bis 1928 der 1920 von dem Tübinger Philosophen Max Wundt gegründeten der Deutschnationalen Volkspartei nahestehenden Gesellschaft „Deutscher Staat“ angehört. Im Zuge des aufkommenden Nationalsozialismus trat er 1932 dem Kampfbund für deutsche Kultur (KfdK) und zum 1. März 1933 der NSDAP bei (Mitgliedsnummer 1.497.091). Im März 1933 unterzeichnete er die Erklärung von 300 Hochschullehrern für Adolf Hitler. Auch wurde er Mitglied der SA, des NS-Lehrerbundes, des NS-Dozentenbundes, des Reichsluftschutzbundes und der Nationalsozialistischen Volkswohlfahrt (NSV).
Borries zählte ab November 1933 zu dem von Rektor Albert Dietrich initiierten Führerrat in Tübingen. Seine antirepublikanische und nationale Gesinnung unterschied sich nicht von jener vielen Kollegen, die keine Parteimitglieder waren. Da er „einige Differenzen mit Parteigenossen“ hatte, lehnte das Reichsministerium für Wissenschaft, Erziehung und Volksbildung die Berufung von Borries auf eine ordentliche Professur ab. Ab 1935 nahm er Lehrstuhlvertretungen an den Universitäten Rostock, Hamburg und Königsberg wahr. Trotz Unterstützung einflussreicher nationalsozialistischer Kollegen und aus opportunistischen Gründen gewählter Seminarsthemen („Historische Übungen über Nationalsozialismus und Außenpolitik an der Hand ausgewählter Kapitel aus Hitlers Mein Kampf“ im WS 1936/37) konnte Borries nicht die Nachfolge seines 1937 emeritierten Lehrers Adalbert Wahl in Tübingen antreten. 1937 erhielt er lediglich laufbahngemäß eine nebenamtliche außerordentliche Professor an der Universität Tübingen. Von 1938 bis 1945 lehrte er als beamteter außerordentlicher Professor an der Universität Gießen, allerdings  mit Unterbrechungen, da er nach Beginn des Zweiten Weltkrieges 1939 als Hauptmann der Reserve zur Wehrmacht einberufen wurde. Nach kurzer Lehrtätigkeit war er ab November 1940 knapp zwei Jahre bei der Deutschen Archivkommission in Paris eingesetzt.
Nach Kriegsende zog er 1946 von Gießen nach Eßlingen am Neckar. 1949 erhielt er einen Lehrauftrag für englische und amerikanische Geschichte an der Universität Tübingen. In Gießen wurde er 1960 emeritiert. Er gehörte dem Kuratorium Unteilbares Deutschland an. Er war verheiratet mit Hildegard, geborene Rieger; das Paar hatte ein Kind.

## Schriften (Auswahl)
- Die Romantik und die Geschichte. Deutsche Verlagsgesellschaft für Politik und Geschichte, Berlin 1925 (Zugleich Tübingen, Phil. Diss., 1925)
- Kant als Politiker: Zur Staats- und Gesellschaftslehre des Kritizismus. F. Meiner, Leipzig 1928 (1973 im Aalener Scientia-Verlag neu aufgelegt)
- Preußen im Krimkrieg (1853–1856). W. Kohlhammer, Stuttgart 1930
- Grenzen und Aufgaben der Geschichte als Wissenschaft. J. C. B. Mohr, Tübingen 1930
- Preußen, Österreich und Deutschland in den letzten hundert Jahren (1815–1918). J. C. B. Mohr, Tübingen 1937
- Die Bedeutung der französischen Revolution für die Entstehung der modernen Welt. J. C. B. Mohr, Tübingen 1938
- Deutsche Einheit: Schicksal und Auftrag. Steiner, Laupheim Württ. 1954
- Der deutsche Südwesten in seiner geschichtlichen Funktion. Steiner, Laupheim (Württemberg) 1955
- Deutschland im Kreis der europäischen Mächte: Eine historisch-politische Analyse. Tauchnitz, Stuttgart 1963